# Marshall Newhouse
(en) Statistiques sur pro-football-reference
Marshall Newhouse (né le 29 septembre 1988 à Dallas) est un joueur américain de football américain, évoluant au poste d'offensive guard. Il joue actuellement avec les Patriots de la Nouvelle-Angleterre.

## Carrière

### Université
Newhouse entre à l'université Christian du Texas. Il fait ses débuts lors du premier match de la saison contre l'université Baylor (victoire 17-7) ; cette première saison est satisfaisante. Sa deuxième le voit recevoir de nombreux honneurs, commençant treize matchs.

### Professionnel
Newhouse est sélectionné au cinquième tour par les Packers de Green Bay lors du draft de la NFL de 2010. Il ne joue aucun match de la saison et se blesse peu avant la fin de l'année.